# 5-й артиллерийский полк (Великобритания)
5-й полк Королевской артиллерии (англ. 5th Regiment Royal Artillery) или просто 5-й артиллерийский полк — артиллерийский полк Британской армии. Образован в 1939 году как 5-й полк Королевской конной артиллерии (англ. 5th Regiment Regiment Royal Horse Artillery) до его переформирования в 1958 году. В настоящее время выполняет задачи по разведке и обнаружению целей, оснащён радиолокаторами и акустическими приборами, включает в себя также Команды постов специального наблюдения.

## История

### Вторая мировая и послевоенные годы
Полк был образован 25 ноября 1939 как 5-й полк Королевской конной артиллерии в Вуттоне-под-Эджем, графство Глостершир. Он состоял из батарей K (вербовалась в казармах Сент-Джонс-Вуд) и G (из 4-го полка Королевской конной артиллерии). Предшественником полка была 5-я бригада Королевской конной артиллерии. В 1940 году полк вошёл в состав Британских экспедиционных сил во Франции, а после Дюнкеркской операции перебрался в Северную Африку, где вошёл в состав 7-й танковой дивизии. В её составе сражался на Североафриканском театре военных действий и участвовал в Итальянской кампании. В начале 1944 года он вернулся в Великобританию и продолжил бои в континентальной Европе уже после высадки в Нормандии. В 1946 году батарея CC полка была преобразована в батарею C.

### Реорганизация
По причине реорганизации Королевской конной артиллерии в 1958 году 5-й полк конной артиллерии был преобразован в 5-й полевой артиллерийский полк (англ. 5th Field Regiment Royal Artillery). 1 февраля 1958 батарея C была переведена в 3-й полк Королевской конной артиллерии, а батарея G — в 4-й полк. Батарея P покинула 4-й полк, а батарея Q была выведена из состава 10-го полевого полка 5 февраля 1958, присоединившись к батарее K и образовав новое подразделение полевой артиллерии. После небольшого периода адаптации, проведённого у Крикоуэлла, полк в сентябре 1958 года покинул Великобританию и отправился на курсы в Гонконге, продолжавшиеся три года. Там он был переоснащён 25-фунтовыми орудиями и вернулся на Солсберийскую равнину в Южной Англии в октябре 1961 года уже как 5-й лёгкий артиллерийский полк (англ. 5th Light Regiment Royal Artillery).

### 1960-е годы
Пребывая в Перэм-Дауне, полк пережил эпоху перевооружения. В 1961 году в батарее K были 5,5-дюймовые пушки, а в батареях P и Q — 25-фунтовые. В 1962 году все батареи были оснащены 4,2-дюймовыми миномётами и рядом других артиллерийских орудий. В 1963 году полк получил 105-мм гаубицы и начал проводить учения в Ливии, Канаде и Норвегии с новыми орудиями. В августе-сентябре 1964 года полк прибыл в расположение Британской военной группировки на Рейне, восстановил своё название 5-го полевого артиллерийского полка и был расквартирован в Гутерсло как Полк ближней поддержки. В составе батареи K остались 5,5-дюймовые пушки, а в составах батарей P и Q — 25-фунтовые орудия, но с 1966 года их стали заменять самоходные орудия «Эббот». В 1969 году полк вернулся в Южную Англию и установил свою штаб-квартиру в Балфорде.

### 1970-е годы
В течение трёх следующих лет значительная часть полка находилась в Северной Ирландии, где началась открытая вооружённая борьба ирландских повстанцев. В Лондондерри, где находилась часть личного состава полка, от рук ирландских террористов погибли три человека. В это время полк был оснащён 105-мм гаубицами и отвечал за лёгкую артиллерийскую поддержку воздушно-десантных подразделений. В 1972 году полк переехал в Хильдесхайм, где стал принимать на вооружение американские 175-мм самоходные гаубицы M107 и получил новое наименование 5-й тяжёлый артиллерийский полк (англ. 5th Heavy Regiment Royal Artillery). После расформирования 42-го артиллерийского полка в состав 5-го полка перешла 18-я батарея.

### 1980-е годы
Проведя 12 лет в казармах Тофрек, 5-й полк перебрался в Дортмунд, казармы Вест-Райдинг в 1984 году. 18-я и 74-я (бывшая Q) батареи были переведены в 32-й тяжёлый артиллерийский полк. 73-я батарея слежения была переведена из 94-го полка слежения в 5-й полк в январе 1985 года и получила наименование Q. В это время артиллерийские батареи снова дислоцировались в Северной Ирландии.

### 1990-е годы
После операции «Грэнби» на вооружение 5-го тяжёлого артиллерийского полка заступили американские РСЗО M270. 1 апреля 1993 в составе полка появилась 4/73-я специальная артиллерийская батарея наблюдения, преобразованная из 73-й батареи наблюдения . В конце 1993 года полк перевёз полностью всё своё снаряжение из Дортмунда в Кэттерик и обосновался в казармах у бывшей авиабазы.
В октябре 1994 года полк был снова брошен в Северную Ирландию, в Южный Арма как Драмаддский мобильный батальон (англ. Drumadd Roulement Battalion). 10 июня 1997 его отправили (за исключением 4/73-й батареи) на Кипр в состав британского контингента.

### Наши дни
Батарея K и 4/73-я батарея участвовали в Иракской войне, а 1-я батарея участвовала в боях в Афганистане. В 2009 году полк был переквалифицирован в полки разведки и обнаружения целей, получив радиолокационные устройства.

## Состав полка
Состав полка по состоянию на 2014 год:
- 53-я артиллерийская батарея[англ.], сформирована в 1740 году; поддержка воздушно-десантных подразделений, разведка и обнаружение целей.
- Батарея P[англ.], сформирована в 1805 году; разведка и обнаружение целей.
- Батарея K[англ.], сформирована в 1809 году; разведка и обнаружение целей.
- 93-я артиллерийская батарея[англ.], преобразована в 2011 году; разведка и обнаружение целей.
- Батарея Q[англ.], сформирована в 1824 году.
- 4/73-я специальная артиллерийская батарея наблюдения[англ.][5], сформирована в 1982 году.
- Полевая мастерская Корпуса электротехников и механиков и части Королевского корпуса логистики, сформирована в 1942 году.